# Последњи човек
Последњи човек, или Последњи смех, немачки је неми филм из 1924. године, режисера Ф. В. Мурнауа, према сценарију који је написао Карл Мајер. Главне улоге тумаче Емил Јанингс и Мали Делшафт.
Стивен Брокман је резимирао заплет филма као „безимени хотелски портир губи посао”. Филм је биоскопски пример жанра Kammerspielfilm или „драме о средњој класи”, који прати стил кратких, оскудних представа живота ниже средње класе и који више наглашава психологију ликова него сцене и радњу. Жанр је покушао да избегне међутитлове говорних дијалога или описа који карактеришу већину немих филмова, у уверењу да сами визуелни елементи треба да пренесу већину значења.
Године 1955. изашао је римејк филма са Хансом Алберсом у главној улози. Филм је изабран за 11. место на престижној листи Брисела 12 на Светској изложби 1958. године.

## Радња
Јанингсов лик је портир луксузног хотела, који се веома поноси својим послом и положајем. Његов менаџер одлучује да је портир сувише стар и слаб да би наставио са својим послом и деградира га на мање захтеван посао, помоћника у тоалету. Портир покушава да сакрије своје деградирање од пријатеља и породице, али, на његову срамоту, бива откривен. Његови пријатељи, мислећи да их је све време лагао о свом престижном послу, немилосрдно му се ругају док га породица одбацује из стида. Портир, шокиран и у невероватној тузи, враћа се у хотел да преспава у тоалету у којем ради. Једини човек који је љубазан према њему је ноћни чувар, који га покрије капутом док заспи.
Након овога долази једина насловна карта филма, која каже: „Овде би наша прича заиста требало да се заврши, јер у стварном животу, јадан старац не би имао шта да очекује осим смрти. Аутор се, међутим, сажалио на њега и обезбедио прилично невероватан епилог”.
На крају, портир чита у новинама да је наследио богатство од мексичког милионера по имену А. Г. Мани, патрона који му је умро на рукама у хотелском тоалету. Портир се враћа у хотел, где весело вечера са ноћним чуваром који му је показао љубазност. На путу до кочије, портир даје напојнице свом услужном особљу из хотела, које се брзо постројава поред њега. У последњој сцени филма, када су и портир и ноћни чувар у кочији, просјак тражи од портира нешто новца. Портир позива просјака у кочију и чак даје напојницу новом портиру, који је сада задужен да уведе госте.

## Улоге
| Глумац           | Улога              |
| ---------------- | ------------------ |
| Емил Јанингс     | хотелски портир    |
| Мали Делшафт     | портирова нећака   |
| Макс Хилер       | њен муж            |
| Емили Курц       | његова тетка       |
| Ханс Унтеркирхер | хотелски менаџер   |
| Олаф Сторм       | млади гост         |
| Херман Валентин  | гост са потрбушком |
| Георг Јон        | ноћни чувар        |
| Еми Вида         | комшиница          |

## Продукција
Редитељ Ф. В. Мурнау био је на врхунцу своје филмске каријере у Немачкој и имао је велике амбиције за свој први филм са студијом UFA. Он је навео да: „Сви наши напори морају бити усмерени ка апстраховању свега што није прави домен биоскопа. Све што је тривијално и стечено из других извора, сви трикови, уређаји и клишеи наслеђени са сцене и од књиге”. Мурнау је сценаристу Карла Мајера назвао неким ко је радио у „истинском домену биоскопа” и пристао да сними Последњег човека након што су се Мајер и режисер Лупу Пик посвађали и Пик је напустио филм. Познато је да филм не користи међутитлове, што су раније радили Мајер и Пик у филмовима Сломљен и Силвестер неколико година раније, као и редитељ Артур Робисон у филму Сенке: Ноћна халуцинација 1923. године. Филм је у потпуности снимљен у студију UFA. Мурнау и сниматељ Карл Фројнд користили су сложене покрете камере за филм, технику која је касније названа „entfesselte Kamera” (невезана камера). У једној сцени камера је била везана за Фројндове груди док је бициклом улазио у лифт и излазио на улицу испод. У другој сцени камера се шаље низ жицу са прозора на улицу испод, а касније је смер снимања промењен у монтажи. Француски режисер Марсел Карне касније је рекао да „Камера... клизи, подиже се, зумира или плете тамо где је прича. Она више није фиксна, већ учествује у радњи и постаје лик у драми.” Годинама касније, Карл Фројнд је одбацио Мурнауове доприносе филмовима које су заједно снимили, тврдећи да Мурнау није био заинтересован за осветљење и да никада није гледао кроз камеру, и да је „Карл Мајер био много више заинтересован него за кадрирање.” Сценографи филма Роберт Херлт и Валтер Рериг демантовали су ову изјаву и бранили Мурнауа. Мурнау је описао кинематографију филма као „због начина на који су... [објекти] постављени или фотографисани, њихова слика је визуелна драма. У свом односу са другим објектима или са ликовима, они су јединице у симфонији филма.”
Мурнау је приметио да је прича била апсурдна на основу тога да „сви знају да помоћник у тоалету зарађује више од портира”. Знакови у филму су написани измишљеним језиком који је Алфред Хичкок узео као есперанто. Постојале су три различите верзије филма, за немачку, америчку и међународну публику.

## Филмска и уметничка техника
Померање камере, замућење дела екрана, фокусирање и дефокусирање, у комбинацији са коришћењем различитих углова, допринели су стварању нових перспектива и утисака код гледалаца. Монтажа која је коришћена у састављању сцена је такође била пионирска: Мурнауова техника је била да користи глатко и брзо сечење у почетним сценама, праћено неравним резовима у сценама у којима портир бива понижен. Комбинација изобличења и преклапања слика коришћена је у сценама које илуструју личну визију пијаног портира. Сниматељи су побољшали Јенингсову креативну употребу говора тела користећи крупне планове и углове камере који су подстакли гледаоца да види догађаје из перспективе портира.
Декорације и презентација контрастних окружења такође су били значајни у стварању утиска. Контраст између богатог амбијента хотела Атлантик и становања ниже класе, даје утисак реалног приказа ситуација. Декоратери за филм били су Роберт Херлт и Валтер Рериг. Још једна употреба контраста била је илустрација поштовања и суштински моћи униформе у комбинацији са исмевањем и занемаривањем које је портир доживео након свог деградирања.
Моћ униформе у немачкој култури анализиран је у научном чланку Џона Хјуза. Чини се да ношење униформе повећава мушкост особе и даје одређену институционалну моћ, пошто се носилац идентификује са одговарајућом институцијом. Дакле, униформа пружа лично поверење и поштовање других, као што је илустровано у филму. Брзи долазак нациста на власт такође се може приписати њиховој широкој употреби униформи. Филм јасно илуструје овај ефекат самопоуздања и личне/институционалне моћи у вези са ношењем украшене униформе.

## Историјски контекст
Филм је снимљен 1924. године, у време Вајмарске републике. Ратне одштете наметнуте Немачкој изазвале су вртоглаву инфлацију, економски колапс, несташицу хране, сиромаштво, неухрањеност и глад. Малобуржоаски Немци су тражили неку наду за побољшање своје економске ситуације. Чак и таква нереална могућност као што је наслеђивање новца од неког другог донела је наду. Ова потреба за надом и редитељево познавање очекивања шире јавности били су разлози што је Последњи човек имао срећан, иако нереалан, епилог.
Немачка кинематографија је започела кооперативне подухвате са холивудским продуцентима, што је довело до међусобног утицаја и 1926. године немачки продуценти су потписали уговор са Холивудом, чиме је започела миграција немачких глумаца и редитеља у Америку. Ефекат је био сличан касније уоченом одливу мозгова научника из целог света у Сједињене Државе.
Један од резултата ове ране сарадње била је да је редитељ Алфред Хичкок отишао у Берлин и почео да ради са Фридрихом Мурнауом. Хичкок је био веома импресиониран Мурнауовим техникама невезане камере и изјавио је да је његова сарадња са Мурнауом била „изузетно продуктивно искуство” и да је Последњи човек био „скоро савршен филм”. Сарадња са Мурнауом је за Хичкока у суштини била „кључна референтна тачка”. Хичкок је такође изразио захвалност за Мурнауове тачке гледишта камере и субјективне снимке који су омогућили „идентификацију публике” са главним ликом. Филм је био веома хваљен у Холивуду: „Холивуд је једноставно бунцао о Последњем човеку”, приметио је Јан Хорак.

## Пријем и наслеђе
Филм је остварио значајан критичарски и финансијски успех и омогућио је Мурнауу да сними два велика буџетска филма убрзо након тога. Критичари су похвалили стил филма и уметничке покрете камере. Филмски критичар Пол Рота изјавио је да је „дефинитивно успоставио филм као независни медиј изражавања... Све што је требало да се каже... речено је у потпуности преко камере... Последњи човек је био филмска фантастика у свом најчистијем облику; пример ритмичке композиције својствене филму.” Годинама касније К. А. Лежен назвала га је „вероватно најмање сензационалним и свакако најважнијим Мурнауовим филмом. Дао је камери нову власт, нову слободу... Утицао је на будућност филмске фотографије... у целом свету, и без сугерисања револуција у методи, без јуришања критичког мишљења као што је то урадио Кабинет доктора Калигарија, скренуо је техничку пажњу ка експерименту и стимулисао... нову врсту размишљања камере са одређеним наративним крајем.” Лоте Ајзнер хвалила је његове „опалесцентне површине које струјају одсјајем, кишом или светлошћу: прозори аутомобила, застакљени листови окретних врата који одражавају силуету портира обученог у блиставу црну кабаницу, тамну масу кућа са осветљеним прозорима, мокрим тротоарима и светлуцавим локвама... Његова камера снима филтрирану полусветлост која пада са уличних светиљки... захвата ограде кроз подрумске прозоре.”
Критичари су такође похвалили причу и садржај филма, а Ајзнерова је рекла да је то „пре свега немачка трагедија и да се може разумети само у земљи у којој је униформа краљ, да не кажем бог. Не-немачки ум ће имати тешкоће у разумевању свих његових трагичних импликација”. Зигфрид Кракауер је истакао да „сви станари, посебно жене... [поштују униформу] као симбол врховне власти и срећни су што им је дозвољено да је поштују.”
Роџер Иберт га је 2000. уврстио на своју листу сјајних филмова.

## Кућни медији
је 2008. године објавио реконструкцију немачке верзије и „необновљену верзију за извоз” (потоњу верзију је Kino користио у претходним издањима). Додатни 40-минутни документарац пореди немачку, америчку и међународну верзију.